# Spinasteron casuarium
Spinasteron casuarium là một loài nhện trong họ Zodariidae.
Loài này thuộc chi Spinasteron. Spinasteron casuarium được Barbara C. Baehr miêu tả năm 2003.